# Сомборгас
"Сомбор-гас“ д.о.о. је компанија за изградњу гасовода и дистрибуцију природног гаса, основана је 1999. године. Оснивач је општина Сомбор. Власнички удео је Општина Сомбор 33% и Монтмонтажа Загреб 67%
- Делатност комапније је:
- Изградња гасовода и дистрибуција природног гаса,
- Лиценца за енергетску делатност,
- Дистрибуција природног гаса,
- Управљање дистрибутивним системом,
- Трговина на мало природним гасом за потребе тарифних купаца

Предузеће има дванаест запослених од тога са високом стручном спремом шест и шест са средњом стручном спремом. Просечна старост радника је 45 година.

## Средства предузећа

### Опрема:
- Мерно-регулациона станица (широка потрошња) капацитета 3500 См3/х - 2 ком
- Мерно-регулациона станица (индустрија) - 12 ком
- Мерно-регулациона станица (комунални и комерцијални потрошачи) - 65 ком
- Гасоводи (средњи притисак) - 20 км
- Гасоводи (ниски притисак) - 180 км
- КМРС (кућни мерно-регулациони сет) -1.580